# Mount Hack
Mount Hack är ett berg i Australien. Det ligger i delstaten South Australia, omkring 460 kilometer norr om delstatshuvudstaden Adelaide. Toppen på Mount Hack är 1 083 meter över havet.
Mount Hack är den högsta punkten i trakten. Trakten runt Mount Hack är nära nog obefolkad, med mindre än två invånare per kvadratkilometer.. Det finns inga samhällen i närheten. 
Omgivningarna runt Mount Hack är i huvudsak ett öppet busklandskap. Genomsnittlig årsnederbörd är 317 millimeter. Den regnigaste månaden är februari, med i genomsnitt 104 mm nederbörd, och den torraste är oktober, med 3 mm nederbörd.